# Giovan Luca Squarcialupo
Giovanni Luca Squarcialupo, detto Giovan Luca o Gian Luca (... – Palermo, 8 settembre 1517), è stato un nobile e politico italiano del XVI secolo.

## Biografia
Di famiglia patrizia oriunda di Pisa, giunta in Sicilia agli inizi del XIV secolo, nel 1516 ottenne la carica di giurato di Palermo. Di idee repubblicane, partecipò alla rivolta del 1516 contro il viceré Hugo de Moncada, e dopo la cacciata di questi e il successivo insediamento alla medesima carica di Ettore Pignatelli, duca di Monteleone, esiliò per qualche tempo da Palermo.
Alla morte di Ferdinando il Cattolico, lo Squarcialupo, organizzò segretamente una nuova insurrezione contro il Viceré di Sicilia, cercando di coinvolgere sia individui di estrazione aristocratica che di estrazione plebea della città siciliana e dei territori limitrofi. I congiurati si riunirono presso il castello di Margana di Antonio Ventimiglia dei baroni di Ciminna, e tra gli esponenti del ceto nobile vi presenziarono Francesco Barresi, Cristoforo di Benedetto, Alfonso Rosa, Baldassarre Settimo e Pietro Spadafora, mentre tra i popolani figurarono Girolamo Fassaro, Jacopo Girgenti, Vincenzo Rizza e Vincenzo Zazzara. Squarcialupo convinse gli altri adunati ad organizzare una nuova rivolta riferendo loro una menzogna, secondo la quale il Conte di Cammarata ed il Conte di Collesano, tra gli autori della rivolta antimoncadiana  del 1516, convocati in Belgio dall'imperatore Carlo V d'Asburgo, furono successivamente decapitati.
Squarcialupo e gli altri congiurati, pianificarono l'uccisione di circa settanta individui indicati come aderenti alla fazione moncadiana per il 23 giugno 1517, in occasione della processione religiosa di Santa Cristina, all'epoca patrona di Palermo. Un frate gesuita, Vincenzo di Benedetto, fratello di uno dei congiurati, informò segretamente il Viceré Pignatelli di questo nuovo tentativo di insurrezione promosso dallo Squarcialupo, ma questi, non avendo creduto alla veridicità della notizia fornitagli dal frate, non organizzò la difesa della città. Lo Squarcialupo, accompagnato da ventiquattro armati a cavallo entrò in Palermo, dove le poche guardie viceregie presenti furono prese alla sprovvista e travolte, ed assieme agli altri congiurati penetrò e saccheggiò il Palazzo del Viceré, in cui furono uccisi Niccolò Cannarella e Giovanni Tommaso Paternò, ambedue giudici della Gran Corte, i cui cadaveri furono gettati dalle finestre dell'edificio. Usciti dal palazzo, i congiurati uccisero Gerardo Bonanno, maestro razionale del Regno, e il giurista Priamo Capozio. In seguito attaccarono il palazzo di Blasco Lanza, barone di Castania, e compirono numerose rapine e omicidi nelle strade di Palermo. Fu devastato e bruciato anche il palazzo del Conte di Adernò.
Impadronitosi di Palermo, lo Squarcialupo assunse il governo della città, e fu coadiuvato da Guglielmo Ventimiglia, barone di Ciminna, come pretore, e da Vincenzo Beccadelli di Bologna, Tommaso Cagio, Niccolò Corvaja, Michele Imbonetto e Guglielmo Spadafora, quali giurati. La rivolta dello Squarcialupo fece eco in altre zone della Sicilia, in particolare a Catania, in cui ad organizzare un'insurrezione popolare era Gianfrancesco Paternò, barone di Raddusa. Lo Squarcialupo, programmava la presa della fortezza di Castellammare: fratelli Niccolò e Francesco Beccadelli di Bologna, suoi parenti, tentarono vanamente di convincerlo a recedere dalla sua azione, e di ciò informarono il Viceré che lo convocò per farlo desistere dall'intenzione di compiere questa impresa. I Beccadelli assieme a Pietro d'Afflitto, Girolamo Imbonetto, Pompilio Imperatore e Alfonso Saladino, si erano recati dal Pignatelli anche per discutere dell'eliminazione sua e dei suoi complici.
L'8 settembre 1517, Squarcialupo, i giurati, i principali membri dell'aristocrazia palermitana e seicento popolani, si recarono alla Chiesa della Santissima Annunziata di Palermo. Nel corso della messa in onore della Natività della Beata Vergine Maria, si verificarono violenti scontri all'interno della chiesa fomentati dal Barone di Ciminna, che tradì Squarcialupo, il quale fu ucciso con un colpo di spada infertogli alla gola da Pompilio Imperatore. La stessa sorte toccò anche ai suoi complici, e quella nobiltà facente parte della fazione moncadiana ai tempi dei tumulti del 1516, riconquistò il potere politico nella città.